# Коча Јововић
Коча Јововић (Вршац, 9. мај 1993) je  српски кошаркаш. Игра на позицији плејмејкера.

## Биографија
Кошарком је почео да се бави 2002. године. Прошао је кроз све млађе категорије Хемофарма и био члан екипе која је освојила Јуниорску лигу Србије у сезони 2010/11. Шампионску генерацију је са клупе предводио Жарко Вучуровић, а екипу су између осталих чинили Лука Митровић, Немања Дангубић, Немања Крстић, Никола Милутинов.
Потом је провео сезону у Шведској играјући за екипу КК Бели орлови Стокхолм под вођством тренера Стефана Бергмана.
У Србију се вратио 2012. и уписао Факултет спорта и физичког васпитања у Новом Саду. Две сезоне је играо Прву мушку регионалну лигу-север, прво за КК Стару Пазову, а потом и Руму. Затим прелази у КК Кадет из Новог Сада, а годину дана касније у КК Војводину. Војводина је завршила као петопласирана у Другој лиги Србије под вођством тренера Филипа Соцека.
У лето 2016. вратио се у родни Вршац где се изборио за први професионални уговор. Екипа је у сезони 2016/17. освојила прво место у Кошаркашкој лиги Србије и пласирала се у Суперлигу са 22 победе и 4 пораза. У наредној 2017/18. сезони, екипа КК Вршац је играла у новоформираној АБА 2 лиги, изборила учешће на Ф4 у Чачку, где је изгубила у полуфиналу.
После те сезоне се упутио у Мркоњић Град да брани боје Младости у Првој лиги Босне и Херцеговине, где је на дебитантској утакмици против прошлогодишњег шампиона (Зрињски из Мостара) забележио трипл-дабл са 16 поена, 10 асистенција и 10 скокова. Те сезоне екипа је освојила Куп Републике Српске. На крају те сезоне, поред екипног успеха, понео је и звање најбољег асистента лиге и најбољег крадљивца лопти у лиги.
У сезони 2019/20. је играо за Черно море из Варне у Првој лиги Бугарске. Сезона је била прекинута после лигашког дела због пандемије ковида 19. У том моменту је клуб изборио учешће у плеј-офу, а Коча Јововић је био најбољи у лиги по два параметра: асистенцијама и украденим лоптама.
За сезону 2020/21. се вратио у КК Војводину, али овог пута је екипа учествовала у Кошаркашкој лиги Србије где је завршила као другопласирана и тиме обезбедила учешће у АБА 2 лиги наредне сезоне. У Купу Радивоја Кораћа је остварен велики успех јер је у четвртини финала остварена победа против АБА лигаша ФМП-а из Железника.

## Успеси

### Клупски
- Кошаркашка лига Србије (1): 2016/17.[8]